# Stenopleustes suberitobius
Stenopleustes suberitobius är en kräftdjursart. Stenopleustes suberitobius ingår i släktet Stenopleustes och familjen Pleustidae. Inga underarter finns listade i Catalogue of Life.